# 长鬣蜥
长鬣蜥为鬣蜥科髭蜥亚科唯一分佈在大洋洲以外的物種，俗名大马鬃蛇，宠物行业按英语俗名直译为“綠水龍”、“中國水龍”（西方人认为这种鬣蜥长得像西洋龙）或“亞洲水龍”。分布于越南、泰国以及中国大陆的广东、广西、云南等地，主要栖息于热带或亚热带海拔100米左右平坝区、常见于有林木、岩石的河流及水沟边以及荫凉的石缝或竹、木上。在台灣，有業者引進做為寵物販售，但有飼主棄養。2013年時，新北市新店區山區捕捉到200多隻长鬣蜥，顯示牠們已造成生態問題。
全長60-90公分。